# Vart jag än går
Vart jag än går är sång inspelad av Stiftelsen 2012. År 2013 vann den en Grammis för "Årets låt 2012".
Den låg 5 augusti 2012 tog den sig in på Svensktoppen, där den sedan låg i 40 veckor innan den lämnade listan.

## Listplaceringar
| Lista (2012-2013) | Topplacering |
| ----------------- | ------------ |
| Sverige           | 1            |

### Fotnoter
1. ↑  ”Universal Music Sweden:”. Mynewsdesk.com. 30 maj 2012. Arkiverad från originalet den 6 juli 2012. https://web.archive.org/web/20120706081547/http://www.mynewsdesk.com/se/pressroom/universalmusic/pressrelease/view/stiftelsen-slaepper-sin-foersta-singel-vart-jag-aen-gaar-idag-30-maj-766763. Läst 11 oktober 2012.
2. ↑  ”Stiftelsen vann grammis för årets låt”. Ånge kommun. 21 februari 2013. Arkiverad från originalet den 9 mars 2013. https://web.archive.org/web/20130309030411/http://www.ange.se/ange/5007.html. Läst 1 augusti 2013.
3. ↑  ”Svensktoppen”. Sveriges Radio. 5 augusti 2012. http://sverigesradio.se/sida/topplista.aspx?programid=2023&date=2012-08-05. Läst 1 augusti 2013.
4. ↑  ”Svensktoppen”. Sveriges Radio. 5 maj 2013. http://sverigesradio.se/sida/topplista.aspx?programid=2023&date=2013-05-05. Läst 1 augusti 2013.
5. ↑  ”Svensktoppen”. Sveriges Radio. 12 maj 2013. http://sverigesradio.se/sida/topplista.aspx?programid=2023&date=2013-05-12. Läst 1 augusti 2013.
6. ↑  ”Vart jag än går”. Hitparad. http://swedishcharts.com/showitem.asp?interpret=Stiftelsen&titel=Vart+jag+%E4n+g%E5r&cat=s. Läst 1 augusti 2013.